# Линде, Йохан
Йохан Танел Линде (англ. Johan Tanel Linde; род. 27 июня 1983, Аделаида) — австралийский боксёр-любитель, выступавший в супертяжёлой весовой категории. Выступал за национальную сборную Австралии по боксу в начале 2010-х годов, участник Олимпийских игр (2012), чемпион Океании (2012), чемпион Австралии (2012), многократный победитель и призёр турниров международного значения в любителях.
Также известен как спортивный функционер и промоутер.

## Биография
Йохан Линде родился 27 июня 1983 года в городе Аделаида, Южная Австралия. Имеет эстонские корни.
После завершения спортивной карьеры проявил себя как тренер по боксу и промоутер боксёрских вечеров.
Занимал должность директора Федерации бокса Австралии, возглавлял Боксёрскую атлетическую комиссию Австралии, представлял национальную федерацию бокса в Олимпийском комитете Австралии.

## Любительская карьера в боксе
Начал занимать боксом в возрасте девятнадцати лет. Впервые заявил о себе в 2003 году, когда стал чемпионом Южной Австралии и выиграл серебряную медаль австралийского национального чемпионата. Несмотря на достаточно высокие результаты, в 2004 году прервал спортивную карьеру, чтобы больше времени оставалось на учёбу — и получил два высших образования, в области бухгалтерского учёта и экономики.
В 2008 году возобновил тренировки, а в 2010 году по прошествии шести лет вернулся к соревновательной практике.

### Олимпийские игры 2012 года
В 2012 году в первый и единственный раз в карьере одержал победу на взрослом чемпионате Австралии в зачёте тяжёлой весовой категории. Попав в основной состав австралийской национальной сборной.
И в марте 2012 года стал победителем в категории свыше 91 кг квалификационного турнира от Океании в Канберре (Австралия) к Олимпийским играм 2012 года, который также являлся чемпионатом Океании, в финале турнира победив новозеландца представлявшего Королевство Тонга Джуниора Фа. И тем самым прошёл квалификацию на Олимпиаду 2012 года.
В мае 2012 года он выступил на международном турнире «Белградский победитель» в Белграде (Сербия), где стал серебряным призёром, уступив в финале новозеландцу Джозефу Паркеру, — будущему чемпиону мира среди профессионалов.
И также взял бронзу на турнире Альгирдаса Шоцикаса в Литве, где он на стадии полуфинала досрочно в 1-м же раунде был нокаутирован представителем Англии Энтони Джошуа, — ещё одним будущим чемпионом мира среди профессионалов.
И в августе 2012 года защищал честь страны на Олимпийских играх в Лондоне (Великобритания) выступая в супертяжёлой весовой категории (свыше 91 кг), однако, уже в первом же поединке потерпел досрочное поражение от китайца Чжана Чжилэя и сразу же выбыл из борьбы за медали.

### 2013—2014 годы
После Лондонской Олимпиады Линде ещё в течение некоторого времени оставался в составе боксёрской команды Австралии и продолжал принимать участие в крупнейших международных турнирах. Так, в 2013 году он стал серебряным призёром австралийского национального чемпионата, победил на турнире Четырёх наций в Окленде (Новая Зеландия).
В октябре 2013 года участвовал в чемпионате мира в Алма-Ате (Казахстан), но в первом же раунде соревнований по очкам единогласным решением судей проиграл узбекскому боксёру Мирзохиджону Абдуллаеву.
На чемпионате Австралии 2014 года во Фримантле взял бронзу и вскоре принял решение завершить карьеру спортсмена.